# Aloha Stadium
Aloha Stadium, ook wel bekend als Hawaiian Airlines Field at Aloha Stadium, is een Amerikaans stadion in Honolulu, Hawaï. Het is het grootste stadion in de staat Hawaï. Het stadion vormt het thuisveld voor de University of Hawaii Warriors Football team. Daarnaast werd tot en met 2016 de jaarlijkse NFL Pro Bowl elk jaar ook gespeeld in dit stadion (sinds 1980). 
Het stadion werd geopend in 1975 en heeft een capaciteit van 50000 mensen.